# 六群比丘
六群比丘(巴利語 chabbaggiyā)，chabbaggiyā。佛典中的六群比丘即以六個比丘結成為一黨的集團。在佛教歷史上，為釋迦牟尼僧團中，六位支持提婆達多的佛教僧侶，分別為亞沙節(Assaji)、本拿巴蘇(Punabbasu)、班杜迦(Panduka)、羅達迦(Lohitaka)、尾迪雅(Mettiya)與地生(Bhummaja)六位。
依據善見律毗婆沙注釋，這六位都是舍衛城人士，受教于舍利弗尊者及目犍連尊者。亞沙節比丘與本拿巴蘇比丘在基達山(Kitagiri)，尾迪雅比丘與地生比丘在王舍城。班杜迦比丘與羅達迦比丘在祗園。 這六位比丘全在舍衛城受護解脫戒。他們是因為在飢荒時難得到食物而出家的，因此在僧團裡常做出使人批評的行為，引致佛陀制定戒律，約束出家人。